# HD 183263 c
HD 183263 c는 독수리자리 방향으로 지구로부터 172 광년 떨어진 곳에 있는 항성 HD 183263 주위를 도는, 외계 행성이다. 2008년 12월 8일 릭 천문대, 2007년 켁 천문대 망원경을 이용, 라이트 연구진이 발견했다. 최소 질량은 목성의 3.82배, 1 공전주기는 8.08년이다. 항성과의 거리는 3.17~5.33 천문단위 사이에서 변하는데, 여기서 구한 궤도이심률은 0.253이다.

## 같이 보기
- HD 183263 b

## 참고 문헌
- (영어) 라이트 연구진 (2008). “Ten New and Updated Multi-planet Systems, and a Survey of Exoplanetary Systems”. 《The Astrophysical Journal》. arXiv:0812.1582.